# دوايت يورك (موسيقي)
الرابط للّغة العربية غير صحيح
دوايت يورك (بالإنجليزية: Dwight York) هو موسيقي أمريكي، ولد في 26 يونيو 1935 في بوسطن في الولايات المتحدة.

## وصلات خارجية
- دوايت يورك على موقع IMDb (الإنجليزية)
- دوايت يورك على موقع ميوزك برينز (الإنجليزية)
- دوايت يورك على موقع ديسكوغز (الإنجليزية)